# Galeria Futuro
Galeria Futuro é um filme de comédia brasileiro de 2021 dirigido por Fernando Sanches e Afonso Poyart. O filme é estrelado por Marcelo Serrado, Otávio Muller e Ailton Graça, com participações de Luciana Paes, Milhem Cortaz, Taumaturgo Ferreira, Davi Lino e Zezé Motta. Foi lançado nos cinema em 18 de novembro de 2021.

## Sinopse
Os três amigos de infância Valentim (Marcelo Serrado), Kodak (Otavio Muller) e Eddie (Ailton Graça)  trabalham juntos como lojistas em um espaço comercial chamado Galeria Futuro, no Rio de Janeiro. A situação econômica da galeria não se encontra bem e eles são surpreendidos por uma proposta milionária de um pastor que deseja transformar o centro comercial em uma igreja evangélica. Arrasados e com medo de perder suas lojas, o trio de amigo precisará encarar a realidade, vencer as limitações e confrontar o futuro.

## Elenco
- Marcelo Serrado como Valentim[4]
- Otávio Müller como Kodak
- Aílton Graça como Eddie
- Luciana Paes como Paula
- Milhem Cortaz como Mesbla
- Taumaturgo Ferreira como Dudu
- Zezé Motta como Sula
- Gilda Nomacce como Jussara
- Klara Castanho como Bruna
- Jackson Antunes
- Davi Lino como Ninja

## Produção
O filme é dirigido em parceria entre Fernando Sanches e Afonso Poyart. Já o roteiro foi escrito por um time composto por Pablo Padilha, Cristiano Gualda, Matheus Souza, Bia Crespo e Fernando Sanches. A produção é assinada pelos estúdios Black Maria e Maya Filmes, em coprodução com Globo Filmes e Universal e com distribuição da H2O Films.

## Lançamento
Galeria Futuro foi estreou diretamente no circuito comercial a partir de 18 de novembro de 2021.

## Recepção

### Crítica dos especialistas
O filme foi recebido com avaliações mistas e positivas por parte dos críticos. Escrevendo para o site Cinema com Rapadura, Denis Le Senechal Klimiuc fez uma crítica positiva ao filme, o avaliando com uma nota de 8.5 / 10, e disse: "[...] a força de Galeria Futuro está mesmo no elenco, mas o absurdo trazido às cenas, que levam o espectador ao melhor do home video dos anos 1980 e 1990 (em especial a questão com Esqueceram de Mim e Kill Bill – Volume 1), serve como a cereja no topo do bolo. Inusitado, divertido e saudosista na medida certa."
Matheus Mans, do site Esquina da Cultura, definiu o filme como uma "comédia brasileira divertida e original" e escreveu: "Galeria Futuro é daquelas surpresas gostosas que, após tanto tempo sem grandes lançamentos nacionais de comédia nos cinemas, traz um frescor. Ainda que tenha alguns momentos um pouco desconectados aqui e ali e algumas pequenas derrapadas de roteiro, o longa-metragem é tudo que a gente queria nas telas depois de tantas coisas ruins que o Brasil passou."
Marcelo Müller, em sua crítica ao site Papo de Cinema, também avaliou o filme positivamente e escreveu: "Galeria Futuro é uma comédia que inegavelmente parte da vontade de estabelecer elos com uma fatia ampla e diversa de espectadores. Primeiro, por ter no elenco nomes nacionalmente conhecidos em virtude de trabalhos televisivos; segundo, por utilizar um humor de fácil e rápida assimilação; terceiro, por brincar com signos acessíveis a boa parte das pessoas; quarto, por transitar entre formas distintas da comédia para expandir ainda mais esse seu alcance. "